# Савенець Григорій Ничипорович
Савенець Григорій Ничипорович (*1895, с. Лука  — †1969),  — український художник.

## Життєпис
Народився в 1895 році в селі Лука Волинської губернії.

### Освіта
У 1930 році закінчив Київський художній інститут.
Його наставниками були такі відомі художники, як Михайло Бойчук та Федір Кричевський.
Протягом наступних п’яти років працював при Художньому будинку залізниці в місті Боярка, що на Київщині.  
Також викладав у Ужгородському державному художньо-промисловому училищі.  